# Louder Than Words (альбом)
| Оценки критиков      | Оценки критиков                                             |
| Источник             | Оценка                                                      |
| -------------------- | ----------------------------------------------------------- |
| Allmusic             | [Louder Than Words (альбом) (англ.) на сайте AllMusic link] |
| Entertainment Weekly | B+ link                                                     |
| Los Angeles Times    | link                                                        |
| Robert Christgau     | link                                                        |

Louder Than Words — четвёртый студийный альбом американского соул-певца Лайонела Ричи, вышедший 16 апреля 1996 года на лейбле Mercury. Продюсерами были Ричи, Джеймс Энтони Кармайкл, Джимми Джем и Терри Льюис и Дэвид Фостер.
Он стал первым студийным диском с новым музыкальным материалом Ричи за 10 лет. В 1992 году певец выпустил три новых трека на его сборном альбоме лучших песен Back to Front.

## Об альбоме
Альбом получил положительные отзывы музыкальных критиков и интернет-изданий.
Louder Than Words дебютировал на 33-м месте в американском хит-параде Billboard 200 с тиражом 28,000 копий и позднее достиг 28-го места.

## Список композиций
| №   | Название                | Автор(ы)                               | Продюсеры                              | Длительность |
| --- | ----------------------- | -------------------------------------- | -------------------------------------- | ------------ |
| 1.  | «Piece of Love»         | Booker T. Jones, Marva King, Jeff Byrd | Лайонел Ричи, James Anthony Carmichael | 4:04         |
| 2.  | «Still in Love»         | Ричи                                   | Ричи, Carmichael                       | 4:33         |
| 3.  | «I Wanna Take You Down» | James Harris III, Terry Lewis          | Ричи, Джимми Джем и Терри Льюис        | 5:01         |
| 4.  | «Can't Get Over You»    | Ричи                                   | Ричи, Carmichael                       | 4:33         |
| 5.  | «Change»                | Ричи, David Cochrane                   | Ричи, Carmichael                       | 5:01         |
| 6.  | «Nothing Else Matters»  | Ричи                                   | Ричи, Carmichael                       | 4:34         |
| 7.  | «Ordinary Girl»         | Ричи, Бэбифейс                         | Ричи, Carmichael                       | 5:01         |
| 8.  | «Say I Do»              | Harris III, Lewis, James Wright        | Jimmy Jam and Terry Lewis              | 5:01         |
| 9.  | «Paradise»              | Ричи, Lloyd Tolbert                    | Ричи, Carmichael                       | 5:02         |
| 10. | «Don't Wanna Lose You»  | Ричи, Harris III, Lewis                | Jimmy Jam and Terry Lewis              | 5:01         |
| 11. | «Now You're Gone»       | Ричи                                   | Ричи, Carmichael                       | 5:43         |
| 12. | «Lovers at First Sight» | Ричи                                   | Ричи, Carmichael                       | 6:59         |
| 13. | «Climbing»              | Ричи                                   | Ричи, Дэвид Фостер                     | 6:26         |

## Участники записи
Музыканты
- Лайонел Ричи — вокал, бэк-вокал (1, 4, 5, 7, 9, 10), клавишные (2, 11), ритм-аранжировки (5), соло на тенор-саксофоне (11), фортепиано (12)
- Michael Boddicker — синтезаторы (1, 2, 4, 5, 6, 9, 11, 12)
- Lloyd Tolbert — клавишные (1, 4, 9, 11), синт-бас (1), драм-программирование (1, 2, 4, 9, 11), ритм-аранжировки (9)
- Greg Phillinganes — клавишные (1, 11, 12), фортепиано (5), синт-бас (9)
- John Barnes — синтезаторы (2, 6, 11)
- James Anthony Carmichael — клавишные (2, 4), струнные аранжировки и дирижирование (2, 4, 6, 7, 11), ритм-аранжировки (5), горн-аранжировки и дирижирование (11)
- Simon Franglen — синтезаторы (2, 7, 11)
- James «Big Jim» Wright — клавишные (3, 8, 10)
- Jimmy Jam — все другие инструменты (3, 8, 10)
- Terry Lewis — все другие инструменты (3, 8, 10)
- David Cochran — синтезаторы (5), гитара (5), драм-программирование (5), саксофон (5), горн- и ритм-аранжировки (5)
- Steve Porcaro — синтезаторы (6, 13), программирование (13), ритм-аранжировки (13)
- Tony Smith — программирование (6, 12)
- Бэбифейс — клавишные (7), драм-программирование (7), бэк-вокал (7)
- другие…

## Позиции в чартах

### Еженедельные чарты
| Год  | Чарт                            | Высшая позиция |
| ---- | ------------------------------- | -------------- |
| 1996 | США, Billboard 200              | 28             |
| 1996 | Великобритания, UK Albums Chart | 11             |

## Сертификации
- США: Золотая[4]
- Франция: Золотая[5]
- Великобритания: Серебряная[6]